# 瑪利歐與音速小子在東京2020奧運會
《瑪利歐與音速小子在東京2020奧運會》（香港又译作，官方译为）是以2020年夏季奧運會为题材的體育遊戲，由世嘉于2019年11月1日在任天堂Switch平台发行。這是瑪利歐和音速小子在奧林匹克運動會系列的第六部作品，是任天堂的瑪利歐系列與世嘉的刺猬索尼克系列的跨界作品，也是系列首次亦是唯一一款中文化的作品。游戏于2020年1月23日推出街機版。儘管發生2019冠状病毒病疫情大流行，2020年夏季奧運會從2020年推遲到2021年，但国际奥委会与日本政府并未改变奥运会的名称，因此本作仍然保留了「2020東京奧運」的名稱。
本作開發商除了世嘉之外，Racjin、Yuke's、Success和AlphaDream亦有參與開發。
本作是AlphaDream公司破產前開發的最後一款遊戲，亦是唯一一款任天堂Switch遊戲。
由於獨家許可協定在2020年已經失效，而國際奧委會沒有再與任天堂和世嘉續簽，轉而與韓國nWay公司建立新的合作夥伴關係，nWay為後續版本開發了《Olympic Go!》手機遊戲，並專注於NFT和電子競技，因此本作成為系列的最後一部作品。